# Tobias Gabrielsen
Otto Tobias Mikael Gabrielsen (* 21. Januar 1879 in Nuussuaq (Uummannaq); † 14. August 1945) war ein grönländischer Expeditionsteilnehmer.

## Leben
Tobias Gabrielsen war der Sohn von Christen Brønlund Gabrielsen und seiner Frau Lovise Dorthe Mette Sophie Mathiassen. Er wurde in Nuussuaq (Uummannaq) geboren und lebte später als Jäger im östlich gelegenen Saqqaq.
1906 forderte Jørgen Brønlund ihn auf, an der Danmark-Expedition unter Ludvig Mylius-Erichsen teilzunehmen. Tobias Gabrielsen war ein ausgezeichneter Hundeschlittenführer und Jäger und somit von großer Bedeutung für die Expedition. 1908 erhielt er für seine Verdienste die Fortjenstmedaljen in Silber mit Schnalle. 1914 sollte er gemeinsam mit einem anderen Grönländer an einer deutschen Expedition zum Südpol teilnehmen, die aber aufgrund des Ersten Weltkriegs abgesagt wurde. Während eines Aufenthalts in Hamburg im Voraus sollten sie unter den Augen von Kaiser Wilhelm II. im Tierpark Hagenbeck mit dem Kajak fahren, wobei einer von ihnen zum Schrecken der Anwesenden eine Robbe fingen, schlachteten und aßen. 1916 nahm er an der Zweiten Thule-Expedition unter Knud Rasmussen teil. 1926/27 erforschte er gemeinsam mit Lauge Koch Nordostgrönland mit dem Hundeschlitten und dann mit Alfred Rosenkrantz das Innere des Kangertittivaq. 1928 waren sie in Nordgrönland, diesmal mit dem Motorboot. 1930 brachte er Alfred Wegener zum Inlandeis, wo dieser auf seiner Expedition zu Tode kam. 1936 war er gemeinsam mit Paul-Émile Victor in Ostgrönland. Zu diesem Zeitpunkt war er bereits 57 Jahre alt. Er starb 1945 im Alter von 66 Jahren.
Die erst 1993 entdeckte Insel Tobias Ø (Tuppiap Qeqertaa) ist ihm zu Ehren benannt. Noch zu Lebzeiten benannte Lauge Koch 1926/27 das Tobias Dal auf der Halbinsel Hold With Hope nach ihm und zwischen 1956 und 1958 benannte John Haller den Tobias Gletsjer am Ingolf Fjord in Nordostgrönland nach ihm.